# Les Silences du colonel Bramble
Les Silences du colonel Bramble est le premier roman d'André Maurois publié aux éditions Grasset en 1918. Il contient une adaptation et traduction du poème Si (1910) de Rudyard Kipling intitulée Tu seras un homme, mon fils.

## Historique du roman
André Maurois (pseudonyme littéraire puis à partir de 1947, patronyme officiel d'Émile Herzog) publia ce premier roman en 1918 après avoir servi comme interprète auprès des officiers des troupes britanniques sur le front Nord lors de la Première Guerre mondiale.
Le livre est retenu par l'académie Goncourt en 1918 avec Kœnigsmark de Pierre Benoit, Civilisation de Georges Duhamel et Simon le Pathétique de Jean Giraudoux pour la sélection au prix Goncourt, sans toutefois obtenir de voix lors du vote final ayant couronné Duhamel.

## Résumé
L'action de ce roman se situe pendant la première guerre mondiale, en France ou en Belgique, au sein de l'état-major d'un régiment britannique dont fait partie Aurélien, un officier de liaison français qui s'adonne sans le dire à la poésie.
Le livre est parsemé de quelques-uns de ses poèmes. Tout le roman est composé d'anecdotes relatives aux combats (sans en dissimuler l’horreur, morts et blessés, terres boueuses et visqueuses,  régions dévastées…),  aux cantonnements ou encore  à des histoires plus ou moins courtelinesques (version british), d’un humour parfois noir, d’administration ou de logistique militaires.
Le livre montre aussi l’arrière, encore épargné par les combats, et au passage une petite ville du nord, siège d’états-majors, marquée au travers d’un livre de mémorialiste par ses adhésions sereines et successives, manifestées lors de réceptions officielles, aux régimes politiques qui se succèdent à Paris.
Le livre est parsemé aussi de conversations détendues entre les officiers (aumônier compris) sur toutes sortes de sujets.

## Dans la culture populaire

### Bande-dessinée
A la page 29 du second album d'Hergé paru en 1930-1931, Tintin au Congo, une scène de chasse est directement inspirée du roman.

## Éditions

### Éditions francophones
- André Maurois, Les silences du colonel Bramble, Éditions Grasset, Paris, 1918 (rééditions en 1920, 1927, 1950, 1993 et 2014), 251 p. (ISBN 9782246850977).
- André Maurois, Les silences du colonel Bramble, La Cité des livres, Paris, coll. « Le Roman d'aujourd'hui » publiée sous la direction de Francis Carco, 1925, 221 p.[5]
- André Maurois, Les silences du colonel Bramble, Larousse, Paris, 1925, 214 p.[6]
- André Maurois, Les silences du colonel Bramble, avec quinze gravures au burin de Jean-Émile Laboureur, Le Livre, Paris, 1926, 245 p.[7]
- André Maurois, Les silences du colonel Bramble, illustrations de Jacques Boullaire, J. Ferenczi, Paris, coll. « Le Livre moderne illustré », 1926 (réédition en 1934), 159 p.[8]
- André Maurois, Les silences du colonel Bramble, Éditions Jean Variot, illustrations de Guy Arnoux, 1928, 183 p.[9]
- André Maurois, Les silences du colonel Bramble ; Les discours du docteur O'Grady, Hachette, Paris, 1928, 161 p.[10]
- André Maurois, Les silences du colonel Bramble, illustrations de Raymond Moritz, Kra, Paris, coll.« Poivre et sel », 1929, 228 p.[11]
- André Maurois, Les silences du colonel Bramble, Éditions du Nord, illustrations de Charles Martin, 1929.
- André Maurois, Les silences du colonel Bramble, Nelson, Paris, 1935, 187 p.[12]
- André Maurois, Les silences du colonel Bramble, illustrations de André Pécoud, Hachette, Paris, 1935, 190 p.[13]
- André Maurois, Les silences du colonel Bramble ; Les discours du docteur O'Grady, illustrations de Michel Gérard Gilbert, Brentano's, New York, 1946, 288 p.[14]
- André Maurois, Les silences du colonel Bramble, édition abrégée avec illustrations de Jean Routier, Hachette, Paris, 1948, 192 p.[15]
- André Maurois, Les silences du colonel Bramble, eaux-fortes originales de Berthommé Saint-André, Éditions de la Maison française, New York, 1949, 243 p.[16]
- André Maurois, Œuvres complètes : Les Silences du colonel Bramble - Les Discours du docteur O'Grady - A la recherche de Bramble - Les Nouveaux discours du docteur O'Grady - Conseils à un jeune Français - Ni ange, ni bête, t. I, Grasset, Paris, bois de Louis Jou, 1950[17].
- André Maurois, Les silences du colonel Bramble suivi des Discours et Nouveaux discours du Docteur O'Grady, Grasset, Paris, 1954 (réédition en 1965), 510 p.[18]
- André Maurois, Romans, avec trente-deux aquarelles de René Génis, Jean Terles, Candido Portinari, Jean-Pierre Péraro et Michel Thompson, Gallimard, Paris, 1961, 1136 p.[19]
- André Maurois, Les silences du colonel Bramble, illustrations de Tetsu, Livre club du libraire, 1964, 228 p.[20]
- André Maurois, Œuvres choisies : Les silences du colonel Bramble, t. II, illustrations de Michel No et préface de François Mauriac et Jules Romains, Pierre de Tartas, Paris, 1965, 345 p.[21]
- André Maurois, Les silences du colonel Bramble ; Les Discours et Nouveaux discours du Docteur O'Grady, Éditions Rencontre, Lausanne, 1969, 421 p.[22]
- André Maurois, Les silences du colonel Bramble ; Les Discours et Nouveaux discours du Docteur O'Grady, illustrations de Jacques Rozier, Édito-service, Genève, 1976, 418 p.[23]

### Traductions
- André Maurois,The Silence of Colonel Bramble, traduction anglaise de Thurfrida Wake pour le texte et de Wilfrid Jackson pour les vers, The Bodley Head, London, 1919
- André Maurois, Los silencios del coronel Bramble, traduction espagnole de Juán Palangon, J. Janes, Barcelone, 1950, 179 p.[24]